# Patagonische kwartelsnip
De Patagonische kwartelsnip (Thinocorus rumicivorus) is een vogel uit de familie Thinocoridae (Kwartelsnippen).

## Verspreiding en leefgebied
Deze soort komt voor van Ecuador tot noordwestelijk Argentinië en de Zuidkegel en telt drie ondersoorten:
- T. r. cuneicauda: zuidwestelijk Ecuador en van Peru tot noordwestelijk Chili.
- T. r. bolivianus: zuidelijk Peru, westelijk Bolivia, noordelijk Chili en noordwestelijk Argentinië.
- T. r. rumicivorus: van Patagonië tot Vuurland.